# Ulna
L'ulna o el cúbit és l'os més llarg i medial de l'avantbraç. És llarg, parell, asimètric, irregular i format per un cos prismàtic triangular; amb tres cares, anterior, posterior i interna; tres vores, anterior, posterior i externa; i dos extrems, superior i inferior.
Es troba al costat interior de l'avantbraç; per amunt, s'articula amb l'húmer i el radi, i per sota amb l'os piramidal del carp i amb el radi.